# Бэрэганские депортации
Бэрэганские депортации (рум. Deportările în Bărăgan, нем. Deportation in die Bărăgan-Steppe) — насильственные перемещения определённых категорий лиц, осуществлённые властями Социалистической Республики Румыния в 1951—1956 гг.

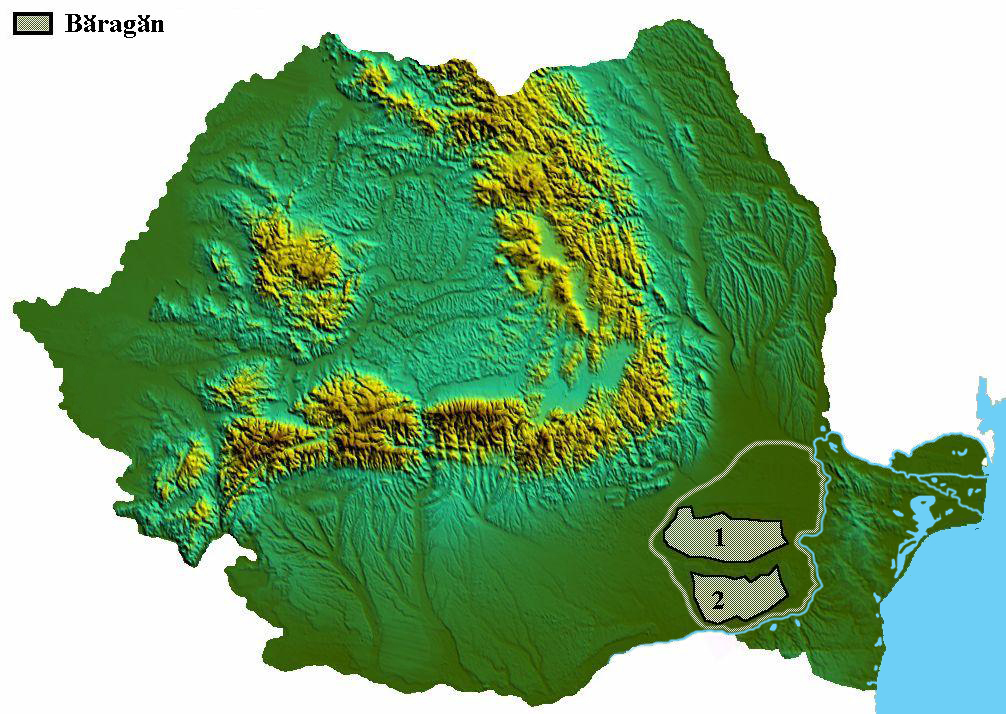
Бэрэганская степь на физико-географической карте Румынии:
1 — северная часть, 2 — южная часть

Своё название получили по месту ссылки — Бэрэганской равнины, представляющую в географо-климатическом плане равнинную степь. Целью депортации было выселение «неблагонадёжных» категорий лиц (а также членов их семей) с территории, граничащей с Югославией. Зона охвата территории, с которой была проведена высылка, располагалась вдоль румынско-югославской границы (между селом Беба-Веке на северо-западе и селом Груя на юго-востоке) и уходила от границы вглубь Румынии на 25-50км. Зона охвата проходила по трём жудецам — Тимиш, Караш-Северин и Мехединци, расположенным в румынской части историко-географической области Банат, где исторически сложилось пёстрое этническое разнообразие.

## Предыстория
Вскоре после окончания Второй мировой войны к власти в Румынии пришли политические силы, придерживающиеся коммунистической идеологии и занимающие просоветскую ориентацию. В конце 1940-х отношения между СССР и Югославией заметно ухудшились, в связи с разногласиями Тито и Сталина по ряду ключевых вопросов. Конфликтная ситуация между Белградом и Москвой привела к ухудшению отношений между Югославией и другими соцстранами, где было сильное влияние СССР, в том числе и с Румынией. Это послужило поводом для принятия ряда мер со стороны Бухареста для укрепления румынско-югославской границы.

## Постановление Совета Министров № 344
Депортация была проведена в соответствии с решением Совета Министров Румынской Народной Республики № 344 от 15 марта 1951 года:

Министерство внутренних дел, в соответствии с этим решением, имеет право перемещать любые лица из населённых пунктов, чье присутствие в этих местах является неоправданным, а также устранять любые лица из любого населенного пункта, если эти лица своими действиями ставят под угрозу, строительство социализма в Румынской Народной Республике. Перемещенные лица могут быть размещены в населенном пункте назначенным для проживания.
Оригинальный текст (рум.)Ministerul de Interne va putea, pe cale de decizie, să dispună mutarea din centrele aglomerate a oricăror persoane care nu-și justifică prezența în acele centre, precum și mutarea din orice localitate a celor care, prin manifestările față de poporul muncitor, dăunează construirii socialismului în Republica Populară Română. Celor în cauză li se va putea stabili domiciliul obligator în orice localitate.

## Лица, подвергшиеся депортации
Под категории «неблагонадёжных» подпадали:
- нацменьшинства — этнические сербы, немцы, венгры, аромуны, болгары и другие.
- по политическим мотивам — заподозренные в связях с враждебными к румынскому социализму режимами, прежде всего сторонники бывшего режима Антонеску, семьи чьи члены были вовлечены в связи с коллаборационистами во время войны, а также симпатизирующие Тито.
- по классовому признаку — «кулаки», зажиточные фермеры, землевладельцы, частные предприниматели.
- иностранные граждане, оказавшиеся на территории Румынии во время войны — беженцы, солдаты иностранных армий.

Приблизительная статистика переселенцев по категориям:
| | |
| 19034 — «кулаков», крупных фермеров и владельцев земли 8477 — беженцев из Бессарабии и Буковины 3557 — аромун, беженцев из Пиндско-Мегленского княжества 2344 — коллаборационистов и членов Waffen-SS, в том числе и их семьи 1330 — иностранных граждан 1218 — граждане, чьи родственники незаконно покинули страну 1054 — «сторонников Тито» 732 — врагов «социалистической системы» и лиц с «антигосударственной деятельностью» | 637 — контрабандистов 590 — бывших чиновников, уволенных с государственной и военной службы 367 — волонтеров «антикоммунистического сопротивления» 341 — осужденных за «политические преступления» 257 — бывших руководителей немецкого нацменьшинства 162 — владельцев предприятий 21 — бывших коммерсантов, имеющих связи с гражданами «западных стран» 180 — прочих |

В общей сложности депортация затронула свыше 12 500 семей, или свыше 40 500 людей (по разным оценкам свыше 60 000), проживавших в 250—300 деревнях.
Национальный фактор и положение дел в румынском Банате в 1945—1951 гг.
Позже в архивах города Тимишоара был обнаружен документ, составленный в 1956 году, в котором указывалось, что «очистка Баната» имела цель в первую очередь проведение этнического очищения региона. В связи, с чем Бэрэганские депортации рассматриваются многими историками как депортация по этническим мотивам.
Помимо «антиюгославской кампании» были и другие, более глубокие предпосылки к депортациям немцев. После распада Австро-Венгрии, проживавшие в Банате дунайские швабы выступали за создание независимой Республики Банат. Во время Второй мировой войны банатские швабы активно вербовались в дивизию СС «Принц Ойген». После того, как 23 августа 1944 года Румыния объявила войну Германии, свыше 15 тысяч этнических немцев бежали из румынского Баната в период с 23 августа по 4 октября в нацистскую Германию, опасаясь расправы. Бухарест видел в немцах потенциальную угрозу территориальной целостности страны, и депортации были сведением счётов за предыдущие исторические периоды. Всего из 40 тысяч депортированных около 10 тысяч были этническими немцами.
Кроме немцев в Банате было значительное присутствие сербского национального меньшинства, которое преобладало в некоторых районах. Сербы приняли на себя первый удар «антиюгославской кампании». В 1949—1951 гг. несколько сербов были приговорены к смертной казни, около десятка получили пожизненные сроки, несколько десятков — тюремные сроки. Как правило, осуждённые имели отношение к формально независимой от правящей партии организации «Культурно-демократический союз славянских диаспор Румынии» (рум. Uniunii Asociaţiilor Cultural-Democratice ale Slavilor din România) или были младшими сотрудниками румынских органов безопасности «Секуритате». Осужденным вменялось в вину деятельность в пользу Югославии, к ним применялась клише типа — «предатели на службе шпионажа фашистской клики Тито-Ранковича». Расплывчатая формулировка «титоисты» или «симпатизирующие Тито» в основном использовалась для депортируемых сербов. В отличие от немцев, бежавших от наступающей Красной армии, сербы были интегрированы с партизанским движением Югославии, а в Красной армии видели «защитников славян». В деревни, покинутые немцами, хаотично переселялись беженцы из Бессарабии и Буковины, которые также в значительной степени подверглись депортации. С наплывом беженцев, население Баната претерпело изменения не только в этническом плане, но и в социально-экономическом. В конце 1940-х на всей территории страны новыми румынскими властями была развернута кампания по коллективизации. В сложившихся обстоятельствах и на фоне обездоленных беженцев сербские фермеры, имевшие в собственности домашний скот, автоматически попадали в разряд «кулаков». По примерным оценкам минимальное количество депортированных сербов превышало 2 тысячи человек.

## Проведение депортаций
В ночь с 17 на 18 июня 1951 года (день совпал с праздником Святой Троицы) в дома, семей внесенных в списки, пришли уполномоченные органы и приказали собираться. Людям было разрешено взять с собой минимум вещей, только те которые они смогут унести на себе. Затем все члены семей, включая стариков, детей и беременных женщин, были конвоированы на ближайшие железнодорожные станции, где их уже ожидали специально зарезервированные железнодорожные составы..
Всего было зарезервировано 2 656 пассажирских и 6 211 грузовых вагонов, но из-за отсутствия достаточного количества локомотивов, отправка растянулась на несколько дней. В течение этих дней подлежащие депортации, находились под надзором органов безопасности, которые главным образом предотвращали контакты поднадзорных с другими гражданскими лицами. Также районы проведения операции были оцеплены и патрулировались полицией и внутренними войсками Секуритате, дабы у лиц подлежащим депортации не было возможности скрыться или перейти госграницу.
Во время проведения депортации на границу было переброшено дополнительно около 9 000 военнослужащих. Проведение операции осуществлялось полицией и сотрудниками Секуритате при поддержке 10 000 курсантов академии пограничных войск, расположенной в городе Орадя, и курсантов пожарной службы, а также около 2000 солдат, находившихся в резерве, и готовых подключится к операции в любой момент. Общее руководство осуществлял министр внутренних дел Теохари Джорджеску. Высшими должностными лицами, непосредственно курировавшими операцию, были заместитель министра внутренних дел генерал-майор Михай Бурка, с сентября - заместитель министра госбезопасности генерал-майор Еремия Попеску.

## Условия отбывания в ссылке
Местом проживания для депортированных в Бэрэганскую степь были 18 населённых пунктов, частично созданные на новом месте, частично существовавшие ранее. Жилые дома в этих пунктах депортированные, как правило, возводили самостоятельно. В основном это были примитивные глиняные хаты, стены которых были построенные из самана, бравшегося тут же в степи. Крыши делались из сена или сухого камыша.
В некоторых случаях людям удалось взять с собой домашний скот, но как правило за оставленные скот и домашнюю утварь депортируемым выдавалась компенсация. Размер компенсации был значительно ниже рыночных цен. Деньги на руки не выдавались — государство самостоятельно приобретало необходимые вещи из расчета положенной компенсации. К некоторым категориям применялась мера конфискации имущества.
Равнина Бэрэган экономически слаборазвитый регион Румынии, где основной вид деятельности отгонное скотоводство. Депортации также в какой-то степени преследовали цель ускорить сельскохозяйственное и промышленное развитие региона. Основным местом работы депортированных были колхозы, занимающиеся разведением овец и другого скота, а также небольшие предприятия лёгкой промышленности.
В паспорта переселенцев ставилась отметка для правоохранительных органов, где указывался конкретный населённый пункт проживания, удаляться от которого более чем на 15 км владелец паспорта не имел права.

## Международная реакция
Реакция в ФРГ
В соответствии с постановлением № 7161cc Государственного комитета обороны СССР, начиная с января 1945 года, в Советский Союз из Румынии было интернировано около 70 000 этнических немцев, в основном трансильванских саксов. Всего в СССР было интернировано около 270 000 этнических немцев: около 150 000 из Восточной Пруссии и Верхней Силезии и около 120 000 из стран Восточной Европы, где больше половины интернированных приходилось на Румынию. К началу 1950-х почти всем интернированным немцам было разрешено покинуть СССР и вернуться домой, поэтому новые депортации этнических немцев были весьма чувствительно восприняты в Западной Германии.
25 Сентября 1951 года парламент Баварии принял резолюцию, осуждающую депортации, как нарушение прав человека.
17 октября 1951 парламент Германии принял аналогичную резолюцию, но уже с более резкими формулировками, где было выражено общее мнение депутатов, что депортации в Бэрэганскую степь должны быть расценены как «преступления против человечности». Парламент также потребовал от федерального правительства Аденауэра принятия соответствующих мер в Организации Объединённых Наций.
В конце 1970-х между ФРГ и СРР были заключены соглашения, разрешающие этническим немцам репатриацию из Румынии в Германию.
1 мая 1997 года министр иностранных дел Румынии (1996-1997гг) Адриан Северин принёс официальные извинения перед министром иностранных дел Германии (1992-1998гг) Клаусом Кинкелем за нарушения прав человека в СРР, затронувшие этнических немцев.
Вступление Румынии в ООН
7 декабря 1955 Совет Министров СР Румынии принял постановление об освобождении и возвращении депортированных лиц. Решение было связано с вступлением Румынии в ООН(14 декабря 1955 г.) и требованием соблюдать права человека членами организации.

## Реабилитация и дальнейшая судьба
В соответствии с декабрьским постановлением 1955 года, большинство из депортированных были возвращены обратно в Банат в 1956 году, где государство трудоустроило их на работу в колхозы. Сами населённые пункты просуществовали до 1964 года и использовались как исправительные лагеря для политзаключённых.
Несмотря на то что решение о возвращении депортируемых совпало и было связано с вступлением СРР в ООН, решение было принято в контексте более широких изменений в политической системе страны. В 1952 году Анна Паукер — главный идеолог и организатор Бэрэганских депортаций и неформальный лидер РКП — была полностью устранена от власти и помещена под домашний арест. После чего, президент Румынии Георге Георгиу-Деж приобрел большую независимость от влияния СССР и стал диверсифицировать внешнюю политику, налаживая отношения с «Западом», в частности с ФРГ и Югославией.
После разрешения на репатриацию этническим немцам в 1978 году, в 1980-х начался их значительный отток из Румынии, который приобрёл массовый характер после революции 1989 года. На начало 2000-х по переписи населения в Банате проживает всего около 20 000 этнических немцев.
В 1990 году был принят закон, по которому трудовой стаж депортируемым исчисляется по коэффициенту 1 к 1.5 из расчета 1 год за 1 год и 6 месяцев.
В 2009 году власти Румынии разработали и установили юридические нормы, регламентирующие порядок выплат компенсаций за материальный и моральный ущерб для граждан, подвергшихся репрессиям в период с 6 марта 1945 по 22 декабря 1989 гг. Эти юридические нормы распространяются на депортированных в Бэрэганскую степь.